# Nicholas Omonuk
Nicholas Omonuk (* um 1999) ist ein ugandischer Aktivist für Klimagerechtigkeit und Gründer von End Fossil Occupy Uganda. Diese Bewegung setzt sich für den Ausstieg aus fossilen Brennstoffen und einen gerechten Übergang von Wirtschaft und Gesellschaft hin zu Nachhaltigkeit ein. Im Prozess des Wandels fordert die Bewegung Fairness und Gerechtigkeit für vulnerable Bevölkerungsgruppen in Afrika, die vom Wandel am stärksten betroffen sind. In Uganda und verschiedenen europäischen Ländern beteiligte er sich an Protestaktionen und Kampagnen gegen fossile Brennstoffe. Er war bei internationalen Konferenzen wie dem Europäischen Forum Alpbach und den jährlichen UNFCCC-Klimakonferenzen vertreten.

## Frühes Leben und Ausbildung
Omonuk wuchs in einer kleinbäuerlichen Familie in Pallisa, Ost-Uganda, auf. Er stammt aus dem Iteso-Volk, wo jedes Kind bestimmte häusliche Pflichten hat. Seine Kindheit war geprägt vom Verlust wirtschaftlicher Stabilität aufgrund von Umweltbedingungen wie Dürren.
Omonuk hat einen Bachelor of Science in Landwirtschaftsökonomie, Land- und Immobilienbewertung (Vermessungswesen) von der Kyambogo University.

## Aktivismus
Omonuk gründete End Fossil Occupy Uganda, eine lokale Klimabewegung, die sich für den Ausstieg aus fossilen Brennstoffen und einen gerechten Übergang in Afrika starkmacht. Er war Teil von Klimakampagnen, die Regierungen und Entwicklungspartner weltweit auffordern, die Finanzierung fossiler Energien zu stoppen, um eine nachhaltige Zukunft für alle zu sichern.
Während des Europäischen Forums Alpbach in Österreich unterstützte er einen Klimastreik und berichtete in einem Podcast, wie der Klimawandel unzählige Menschen aus seiner Heimat zwingt, ihr Hab und Gut zu verkaufen und in andere Länder zu fliehen.
Er unterstützte eine Schwimm-Klimaaktion an der Dreirosenbrücke in Basel, Schweiz, die den Zusammenhang zwischen Ölförderung und Migration verdeutlichen sollte.
Omonuk vertrat die, Most Affected People and Areas (MAPA) auf der COP27 und COP28, wo er sich für den Ausstieg aus fossilen Brennstoffen und die Umsetzung des Loss-and-Damage-Fonds einsetzte.
Im Dezember 2023 nahm er an der COP28 -Klimakonferenz in den Vereinigten Arabischen Emiraten. Die UN-Klimakonferenz (auch Conference of the Parties, COP) fand 2023 zum 28. Mal statt und dauerte zwei Wochen.
2024 war er Mitorganisator der Agape Earth Coalition, einer vereinten Organisation aus Jugendklimaaktivisten, NGOs und Graswurzelbewegungen.

### Kritik an fossilen Brennstoffen
Fossile Brennstoffprojekte wie Ugandas East African Crude Oil Pipeline (EACOP), werden zwar als Chance für Wirtschaftswachstum und bessere Energieversorgung gesehen, stoßen jedoch auf Umweltbedenken und werden von Aktivisten wie Omonuk abgelehnt. Omonuk kritisierte die Beteiligung von Unternehmen an umstrittenen fossilen Projekten auf lokaler und internationaler Ebene. Er lehnt solche Projekte aufgrund ihrer Auswirkungen auf lokale Gemeinschaften ab.
EU CSDDD
Im Oktober 2023 forderten Omonuk und der Menschenrechtsanwalt Maxwell Atuhura die EU-Gesetzgeber auf, die Corporate Sustainability Due Diligence Directive (CSDDD). Er betonte, dass die Richtlinie Mechanismen zur Rechenschaftspflicht schaffen und Betroffenen in Uganda, wo rechtliche Mittel begrenzt sind, Abhilfe bei Umwelt- und Menschenrechtsverstößen europäischer Unternehmen ermöglichen könnte.
Die Richtlinie stößt jedoch auf Widerstand von Interessengruppen und EU-Mitgliedstaaten, die befürchten, dass sie übermäßige Regulierungskosten verursacht, die Compliance-Kosten erhöht und die Wettbewerbsfähigkeit – insbesondere kleiner und mittlerer Unternehmen – beeinträchtigen könnte.